# Àcid shikímic
L'àcid shikímic, més conegut com la seva forma aniònica shikimat, és un ciclohexè, un ciclitol i un àcid ciclohexancarboxílic. És important en plantes i microorganismes. El seu nom prové de la flor japonesa shikimi (シキミ, anís estrellat japonès) d'on va ser aïllat l'any 1885 per Johann Frederik Eijkman. L'elucidació de la seva estructura es va fer gairebé 50 anys després.

## Rol biològic
L'àcid shikímic és el precursor biològic dels aminoàcids aromàtics (fenilalanina, tirosina i triptòfan, que es sintetitzen a través de la ruta de l'àcid shikímic.